# Чарклык (река)
Чарклык или Жоцян (кит. 若羌河) — река в западной части уезда Чарклык Синьцзян-Уйгурского автономного района на северо-западе КНР.
Свое китайское название река получила от оазиса Жоцян, через который она протекает.
Чарклык начинается на северных склонах горной цепи Алтынтаг, и течёт на север, после пересечения одноимённого посёлка теряясь на юго-восточной окраине пустыни Такла-Макан в районе Карабуранкёля.
Питается осадками и талыми ледниковыми водами в горной части водосборного бассейна. Годовой сток стабилен, его объём составляет 86 млн м³.
Река является одним из основных источников воды для сельского хозяйства и промышленного производства уезда. На Чарклыке действуют две ГЭС общей установленной мощностью 500 кВт.